# Mai 1945 (guerre mondiale)
Chronologie de la Seconde Guerre mondiale
Avril 1945 - Mai 1945 - Juin 1945

## 1ermai
- Libération de l'île d'Oléron par les troupes françaises du général Edgard de Larminat.
- Les unités du deuxième front biélorusse (général Rokossovski) occupent Stralsund sur la Baltique.
- Les partisans yougoslaves (la 4e armée yougoslave et le 9e corps d'armée slovène) occupent Trieste.
- Jonction entre les unités de la 2e Division néo-zélandaise du 13e corps de la 8e Armée britannique avec les troupes de la 4e armée yougoslave et celles du 9e Corps NOV slovène (partisans yougoslaves de Tito); à Monfalcone en Italie.
- La 1re Armée française occupe Bregenz.
- Indes néerlandaises : La campagne de Bornéo en 1945 a été la dernière grande campagne alliée dans la guerre du Pacifique, pendant la Seconde Guerre mondiale. Dans une série d'assauts amphibies entre le 1er mai et le 21 juillet, le Ier corps australien commandé par le général Leslie Morshead, attaqua les forces d'occupation nippones du général Masao Baba sur l'île de Bornéo qui avait été conquise par l'empire du Japon lors de l'invasion des Indes orientales néerlandaises en 1942.
- Bataille de Tarakan (1945) : la 26e brigade de la 9e division australienne, commandée par le général Whitehead, débarque sur l'île de Tarakan, occupée par les forces japonaises.
- L'opération Dracula est déclenchée en Birmanie dans le but de s'emparer de Rangoon.
- L'amiral Dönitz, nouveau président du Reich, annonce à la radio la mort de Hitler.
- Suicides de Joseph Goebbels et de sa femme Magda dans le Führerbunker après avoir tué leurs 6 enfants.
- Arrivée à proximité de Francfort-sur-l'Oder des communistes allemands du groupe Ulbricht.

## 2 mai
- La 2e division d'infanterie (Nouvelle-Zélande) de la 8e armée britannique arrive dans Trieste, obtenant la reddition de l'armée allemande, qui refusait de se rendre à un corps de partisans yougoslaves. Le général britannique William Duthie Morgan (en) proposa la partition de l'ensemble de la Vénétie julienne et le retrait des troupes.
- Des unités du deuxième front biélorusse occupent Rostock.
- la garnison de Berlin présente sa reddition aux troupes soviétiques et polonaises commandées par Joukov.
- Des unités de la 1re Armée canadienne occupent Oldenburg.
- La capitulation des forces allemandes du groupe d'armées C en Italie est entérinée par le général Heinrich von Vietinghoff et les Alliés à 12h.

## 3 mai
- Bombardement des navires de transport Cap Arcona, Thielbek et Deutschland par la RAF dans la baie de Lübeck, tuant environ 12 000 déportés.
- Rangoun est libérée par la 26th Indian Infantry Division du XVe corps de la XIVe Armée britannique.
- Jonction entre des unités du deuxième front biélorusse et de la IIe Armée britannique.
- Jonction entre des unités du premier front biélorusse et des unités de la IXe Armée US au sud-est de Wittenberg sur l'Elbe.
- Les troupes britanniques du 12e corps (7e division blindée britannique) prennent possession de Hambourg. Reddition de la ville par le général Alwin Wolz au commandant de la IIe Armée britannique, le lieutenant-général Miles Dempsey.

## 4 mai
- Dans les eaux d'Okinawa; l'"opération Kikusui V" se poursuit pour la deuxième journée. Les pertes alliées sont de deux destroyers coulés (USS Morrison et USS Luce). Deux porte-avions britanniques les HMS Victorious et Formidable sont endommagés ; mais le pont en acier des navires britanniques permet de limiter les dégâts. Le dragueur de mines USS Shea est endommagé.
- Le 4 mai 1945, des unités de la Seconde Armée britannique occupent Lübeck (11e division blindée) et Wismar (6th Airborne Division).
- Unique victoire aérienne confirmée d'un pilote allemand aux commandes d'un avion à réaction Heinkel He 162.
- Libération du camp de Neuengamme, totalement vide, par l'armée britannique.
- Capitulation des forces allemandes combattant sur le front du Nord-Ouest. Reddition des armées de l'Allemagne du Nord, de Hollande et du Danemark signée par l'amiral allemand Hans-Georg von Friedeburg et le maréchal Bernard Montgomery.
- Les troupes yougoslaves de Tito occupent Fiume et Pula sur la côte dalmate.
- Des unités du 15e corps de la VIIe Armée US occupent Salzbourg.
- La 44e division du 6e corps de la VIIe Armée US occupent Innsbrück.
- La 3e division d'infanterie américaine arrive à Berchtesgaden en compagnie d'une unité de la 2e division blindée française qui prend le « Berghof » d'Hitler, dernier bastion du Troisième Reich.
- Contre-offensive de la 32e armée lors de la bataille d'Okinawa ordonnée par le général Mitsuru Ushijima.

## 5 mai
- Echec et fin de la contre-offensive japonaise du 4 mai à Okinawa causant de lourdes pertes du côté japonais.
- Le camp de concentration de Mauthausen est libéré par la 11e division blindée de la 3e armée américaine.
- Les trois camp de concentration de Gusen, annexe de Mauthausen, sont libérés par les 26e DIUS et 11e DBUS de la IIIe Armée américaine.
- La 1re division blindée polonaise (général Stanislaw Maczek) du 2e Corps canadien de la 1re Armée canadienne capture le port et la base de la Kriegsmarine de Wilhelmshaven.
- Des unités du deuxième front biélorusse (général Rokossovski) occupent Swinemünde et Peenemünde sur la Baltique.
- Le général allemand Friedrich Schulz, commandant du groupe d'armées G signe une capitulation sans condition de ses troupes avec le général Jacob Devers, commandant du 6e groupe d'armées des États-Unis à Haar en Bavière.
- Le général allemand Johannes Blaskowitz est convoqué à l'hôtel de Wereld, à Wageningue, par le général Charles Foulkes, commandant en chef du 1er corps canadien, afin de discuter de la capitulation des forces allemandes des Pays-Bas. Le prince Bernhard zur Lippe Biesterfeld assiste également à la rencontre, en tant que commandant en chef des forces néerlandaises.
- Sachant l’arrivée des armées soviétiques imminente, la population de Prague se soulève contre l’occupant nazi.
- Mise en place du gouvernement de Flensbourg dirigé par Karl Dönitz (fin le 23 mai).
- Tentative d'éléments SS de reprendre le château d'Itter défendu par quelques soldats américains du 23e bataillon de la 12e division blindée du 21e corps de la VIIe Armée commandés par le capitaine John C.Lee; aidés de soldats allemands du major Josef Gangl. Les troupes américaines du 142nd Infantry Regiment (États-Unis) de la 36e division d'infanterie du 21e corps de la VIIe Armée US viennent en renfort pour libérer le château d'Itter dans le Tyrol où étaient détenus Paul Reynaud, Édouard Daladier, les généraux Weygand et Gamelin et quelques autres personnalités françaises.
- Annonce par les Soviétiques de l'arrestation de 16 leaders politiques et militaires de la Résistance polonaise aux forces d'occupation nazies, effectuée le 28 mars 1945 par le général Ivan Sierov du NKVD pour « des actions de diversion derrière leur front ».
- Japon : un bombardement de précision fut mené contre l'usine Hiro de Kure qui fut largement endommagée.

## 6 mai
- Lors de la bataille d'Okinawa, le cuirassé USS South Dakota est endommagé par des avions kamikazes.
- Libération de Pilsen en Tchécoslovaquie par la 97e division du 5e corps de la IIIe Armée US.
- Fin du Siège de Breslau en Silésie par la reddition des forces allemandes du général Hermann Niehoff au commandant des forces du premier front ukrainien après 82 jours de siège.
- Libération du Camp de concentration d'Ebensee, annexe de celui de Mauthausen en par des unités de la VIIe Armée américaine.

## 7 mai
- L'Allemagne se rend sans condition aux Alliés vers 2 heures 40 du matin dans une école à Reims. La capitulation de l'Allemagne est signée par le général allemand Alfred Jodl et l'état-major des troupes allemandes du front Ouest, en présence de l'Américain Walter Smith, du général soviétique Ivan Susloparov et du général français François Sevez.
- Libération des 25 000 survivants du camp de concentration de Theresienstadt par les Soviétiques.

## 8 mai
- Reddition du Groupe d'armées Courlande, composé de la 16e armée (Allemagne) et de la 18e armée (Allemagne), sous le commandement du général Carl Hilpert aux troupes soviétiques du Front de Léningrad (général Leonid Govorov), qui font 180 000 prisonniers.
- L’amiral Karl Dönitz capitule. A la demande de Staline, un second acte de capitulation est signé à Berlin. L’Acte définitif de capitulation est signé à 23h 01,heure de Berlin (1h 01 le 9 mai heure de Moscou) ; par le général Stumpff, l’amiral von Friedeburg et le maréchal Keitel en présence du maréchal Joukov (URSS), du général Spaatz (États-Unis), du général Tedder (GB) et du général de Lattre de Tassigny (France). Le cessez-le-feu sur le front européen entre en vigueur à 23:01(CET). Cette signature marque la fin officielle de la Seconde Guerre mondiale en Europe.
- Hermann Goering est arrêté par une unité de la VIIe Armée US à Bruck an der Grossglocknerstrasse.
- France : La soprano Lily Pons entonne la Marseillaise sur le parvis de l’Opéra de Paris, pour fêter l’acte de capitulation de l'Allemagne.
- 8-13 mai, Algérie : massacres de Sétif et Guelma à l'occasion de la célébration de la capitulation nazie. Ces manifestations aboutirent à des émeutes nationalistes algériennes. Il y eut 12 000 à 15 000 morts algériens à la suite de la répression militaire en réponse à l'assassinat de 109 colons par les émeutiers arabes. L'Algérie indépendante fixe à cette date le vrai début de la guerre d'Algérie et elle revendique 45 000 morts dus à la répression militaire.

## 9 mai
- Sur le théâtre d'opérations de la bataille d'Okinawa, deux destroyers d'escorte ainsi que deux porte-avions britanniques les HMS Victorious et Formidable, sont endommagés ; mais le pont en acier des navires britanniques permet de limiter les dégâts.
- Reddition du groupe d'armées E du général Alexander Löhr au commandant de la 14e division slovène (de l'armée des partisans yougoslaves de Tito), en Slovénie.
- Reddition du général Albert Kesselring à Saalfelden, près de Salzbourg, auprès du major-général Maxwell D. Taylor, le commandant de la 101e division aéroportée.
- La garnison allemande des îles Anglo-Normandes signe sa reddition.
- Staline annonce qu'il renonce à démembrer l'Allemagne.
- Les Tchèques s'étant soulevés contre les nazis, des unités de la 31e armée (Union soviétique) du premier front ukrainien (général Koniev) libèrent Prague dans la liesse populaire.
- Des unités du deuxième front biélorusse (général Rokossovski) libèrent l'île de Bornholm au Danemark.
- Le troisième front ukrainien (général Fiodor Tolboukhine) libère Graz et Amstetten ; où il établit le contact avec les forces américaines de la 3e armée (États-Unis).
- Le croiseur lourd Prinz Eugen (1938), dernière grosse unité de la Kriegsmarine présente sa reddition aux forces navales alliées dans le port de Copenhague au Danemark.
- Reddition par le contre-amiral Ernst Schirlitz des troupes allemandes de la poche de La Rochelle, des installations de la base sous-marine de La Pallice et de la garnison de l'île de Ré au colonel Henri Adeline, commandant des Forces françaises du Sud-Ouest.
- Dunkerque, dont la garnison allemande était commandée par l'amiral Friedrich Frisius, fut libérée à la suite de la capitulation allemande sans condition acceptée par le général de brigade Alois Liška, commandant de la 1re brigade blindée tchécoslovaque.
- Constitution de comités d'action antifascistes dans le Schwarzenberg, en Saxe, région alors non occupée, ni par les Américains, ni par les Soviétiques.

## 10 mai
- Reddition officielle des troupes allemandes de la poche de Lorient par le général Wilhelm Fahrmbacher et le contre-amiral Mirow aux généraux Herman Frederick Cramer, commandant de la 66e division d'infanterie (États-Unis) et Henri Borgnis-Desbordes, commandant de la 19e division d'infanterie (France).
- Jonction des troupes américaines avec celles du deuxième front ukrainien (général Rodion Malinovski) près de České Budějovice en Tchécoslovaquie (Bohême-du-Sud).
- Japon : les B-29 de l'USAF bombardèrent des dépôts de carburant à Iwakuni, Ōshima et Toyama.

## 11 mai
- Japon : dans la nuit Kobe subit un bombardement aérien par des B-29 de l'USAF.
- Japon : une petite formation de B-29 détruisit une usine de fuselages à Konan.
- Lors de la bataille d'Okinawa, ce sont les destroyers USS Hugh W. Hadley (en), USS Evans et le porte-avions USS Bunker Hill qui sont gravement touchés par des avions kamikazes lors de l'opération Kikusui VI (11 au 15 mai).
- Jonction des troupes américaines avec les troupes soviétiques du premier front ukrainien (général Ivan Koniev) à Pilsen en Tchécoslovaquie.
- Fin de l'offensive Prague par le premier front ukrainien (général Ivan Koniev) menant à la capitulation des troupes allemandes du groupe d'armées Centre du général Ferdinand Schörner.
- Reddition des troupes allemandes de la Poche de Saint-Nazaire commandées par le général Hans Junck et le contre-amiral Mirow, aux forces américaines (66e division infanterie) du général Herman F.Kramer et françaises (25e Division infanterie) du général Raymond Chomel à Bouvron.
- Nouvelle-Guinée : lors de la campagne d'Aitape-Wewak, la localité de Wewak fut reprise aux forces japonaises par la 6e division (Australie).

## 12 mai
- Le cuirassé américain USS New Mexico est attaqué, alors qu'il approchait de son mouillage d'Hagushi dans les eaux d'Okinawa, par deux kamikazes qui l'endommagent. Les pertes sont de 54 tués et de 119 blessés.

## 13 mai
- Des unités de l'armée des partisans yougoslaves de Tito occupent la ville de Trieste au mépris des accords passés entre Winston Churchill et le maréchal Josip Broz Tito.
- 472 B-29 attaquèrent Nagoya de jour et détruisirent 8,2 km2 de la ville. La défense japonaise détruisit deux B-29 et en endommagea 64 autres ; huit autres furent perdus pour d'autres raisons. Les Américains revendiquèrent la destruction « certaine » de 18 chasseurs japonais, la destruction « probable » de 30 autres et l'endommagement de 16 appareils japonais.
- A Amsterdam, Bruno Dorfer et Rainer Beck sont exécutés pour désertion par une cour martiale allemande dans un camp de prisonniers tenu par l'armée canadienne.

## 14 mai
- Occupation de Hel par les troupes polonaises et soviétiques.
- Okinawa : le porte-avions USS Enterprise est endommagé par un kamikaze, causant 13 tués et 68 blessés, ce qui le rend indisponible pour le restant de la guerre.
- Les forces américaines découvrent dans une mine de sel près d'Altaussee en Autriche, des milliers d'œuvres d'art pillées dans toute l'Europe, dont plus de 6 500 tableaux de peintres renommés, ainsi que 100 tonnes d'or et de devises, cachées à l'initiative de Goering et Martin Bormann.
- Les dernières unités allemandes du groupe d'armées E (général Alexander Löhr) continuent des combats d'arrière-garde en tentant de se replier vers l'Autriche en affrontant lors de la bataille de Poljana, les 14 et 15 mai, en Slovénie des unités de partisans yougoslaves (11e brigade d'assaut dalmate).

## 15 mai
- Près de Slovenj Gradec, en Slovénie, les dernières unités allemandes du Groupe d'armées E se rendent aux unités yougoslaves et soviétiques. Près de 150 000 soldats et officiers sont faits prisonniers.

## 16 mai
- Le gouvernement Edvard Beneš s’installe à Prague.
- La France reçoit un siège de membre permanent au nouvellement créé Conseil de sécurité des Nations unies.
- L'île anglo-normande d'Aurigny est la dernière des îles anglo-normandes à être libérée.
- Bataille du détroit de Malacca qui met aux prises, à 1 h05 du matin, la 26e flottille de destroyers britanniques de la Task Force 61 de l'Eastern Fleet, composée de 5 destroyers à deux navires japonais, le croiseur Haguro et le destroyer Kamikaze, à 55 miles de Penang. Le croiseur japonais est coulé, le destroyer est endommagé, 927 marins japonais sont tués dont les amiraux Shintaro Hashimoto et Kaju Sugiura. Du côté britannique, un destroyer est légèrement endommagé, 2 marins tués.
- Nagoya fut de nouveau attaquée par 457 B-29 dans la nuit et l'incendie qui en découla détruisit 9,9 km2. Les défenses japonaises étaient bien plus faibles de nuit et les trois appareils perdus le furent à cause de problèmes mécaniques. Les deux raids sur Nagoya tuèrent 3 866 personnes et firent 472 701 sans-abris.

## 17 mai
- France : l'organisation Résistance-Fer est citée à l'ordre de l'Armée.
- Début des attaques aériennes directes sur le territoire de l'empire du Japon depuis Okinawa, jusqu'au 14 août.
- Le porte-avions USS Ticonderoga envoie son aviation embarquée bombarder et détruire les installations de l'aéroport japonais de Taroa Airfield sur l'île de Taroa (Taroa Island), de l'Atoll de Maloelap des îles Marshall dans le Pacifique Nord.
- Sur le théâtre de l'opération Iceberg, (bataille d'Okinawa), le commandant de la Task Force 51 (les forces amphibies), l'amiral Richmond K. Turner est remplacé par le vice-amiral Harry Wilbur Hill avec, sous ses ordres, toutes les forces aériennes et navales. De même, le général Simon Bolivar Buckner, Jr.,commandant de la 10e armée, prend le commandement de toutes les forces terrestres.

## 18 mai
- Lors de la bataille d'Okinawa, le destroyer USS Longshaw coincé sur un récif, est coulé par les batteries côtières japonaises.

## 19 mai
- Staline nie que les seize leaders politiques et militaires de la Résistance polonaise contre les nazis qui ont été arrêtés, par le NKVD et emprisonnés à Moscou, le 28 mars 1945, l'ont été pour des raisons politiques. Le Procès des seize aura lieu du 18 au 21 juin 1945.
- Un bombardement de précision inefficace fut mené par 318 B-29 contre l'usine aéronautique Tachikawa à Tachikawa (Tokyo).

## 21 mai
- Italie : Le CLNAI installe partout des administrations provisoires, annonçant une transformation radicale de la politique et de la société en Italie du Nord, mais Togliatti annonce à Milan que le Parti communiste italien avait décidé de transformer la société italienne par voie légale, la pratique parlementaire et la participation au gouvernement du CLN.
- France : À Damas, rupture des négociations sur l'avenir politique du Liban et de la Syrie entre les représentants libanais et syriens ; et le représentant du gouvernement provisoire du général De Gaulle, le général Paul Beynet.

## 22 mai
- Allemagne : Heinrich Himmler est arrêté par une patrouille britannique à Bremervörde, près de Hambourg. Reconnu, il est envoyé au camp de prisonniers de Barnstedt, près de Lunebourg.

## 23 mai
- Allemagne :
  - L'amiral Karl Dönitz, successeur désigné par Adolf Hitler, est arrêté près de Flensburg, ainsi que tous les membres de son gouvernement, et des principaux chefs militaires.
  - Arrêté par les Britanniques, Himmler, ministre de l’Intérieur du Reich et organisateur du système de répression, se suicide à Barnstedt.
  - Arrestation par les Américains, en Bavière, de Julius Streicher, propagandiste de l'antisémitisme nazi.
- Royaume-Uni : retour des travaillistes dans l’opposition. Churchill démissionne et forme un gouvernement intérimaire dans l'attente des prochaines élections.

## 24 mai
- Japon : Bombardement nocturne, dans la nuit du 23 au 24 mai, sur Tokyo par 520 B-29 qui déversent 3 646 tonnes de bombes incendiaires provoquant des dommages considérables et un nombre de victimes important. La superficie urbaine rasée est d'environ 14 km2. Les pertes américaines sont de 17 appareils détruits et 69 endommagés.
- Allemagne : Suicide du maréchal Robert Ritter von Greim, dernier commandant en chef de la Luftwaffe depuis le limogeage de Goering le 26 avril 1945, à Salzbourg.

## 25 mai
- France : création de l'UDSR (Union démocratique et socialiste de la Résistance) par diverses personnalités dont François Mitterrand.
- Lors de la bataille d'Okinawa, le destroyer USS Bates est coulé et plusieurs autres navires sont endommagés au large d'Okinawa lors de l'opération Kikusui VII (23 au 25 mai).
- Un B-29 de photo-reconnaissance a survolé Sendai à une altitude de 8000 pieds, compilant une carte détaillée du centre-ville de la ville.

## 26 mai
- Japon : ultime bombardement nocturne, dans la nuit du 25 au 26 mai, sur Tokyo, mené par 502 B-29 qui larguent 3 252 tonnes de bombes incendiaires et détruisent 44 km2 de la superficie urbaine, principalement au centre. Ont été visés de nombreux ministères et une grande partie du palais impérial. Les pertes US sont de 26 appareils détruits et 100 endommagés. Après ce raid, le commandant du XX Bomber Command, puis du XXII Bomber Command de l'USAF, le général Curtis LeMay estime que 50,8 % de la surface urbaine de la capitale et de ses faubourgs ont été rasés. La ville est, dès lors, rayée des objectifs militaires de l'USAF.
- Le SHAEF (Supreme Headquarters Allied Expeditionary Force) est transféré de Reims à Francfort-sur-le-Main.
- l'amiral de la flotte Nimitz, prenant en compte la fatigue résultant de la tension ressentie par l'amiral Raymond Spruance et le vice-amiral Marc A. Mitscher après deux mois de campagne au large d'Okinawa, sous les coups des kamikaze, a décidé de les remplacer. Le vice-amiral William F. Halsey et le vice-amiral John S. McCain, Sr. ont été placés à la tête de ce qui était à nouveau la IIIe Flotte et la TF 38[1].

## 27 mai
- Le destroyer USS Braine (en) est touché par deux avions kamikazes dans les eaux d'Okinawa.
- L'amiral William F. Halsey, commandant en chef de la Troisième flotte des États-Unis, prend le commandement des forces navales de l'US Navy opérant contre le Japon. La Task Force 58, opérant lors de la bataille d'Okinawa est affectée à la IIIe Flotte US et devient la Task Force 38.

## 28 mai
- Le destroyer USS Drexler est coulé par deux avions kamikazes dans les eaux d'Okinawa lors de l'opération Kikusui VIII (28 et 29 mai).
- Birmanie : le commandement britannique constitue la 12e armée (Royaume-Uni) britannique pour les opérations terminales en Birmanie. Elle est commandée par le lieutenant-général Sir Montagu Stopford. Elle remplace la 14e armée (Royaume-Uni) qui prépare l'opération Dracula "opération Zipper", l'invasion de la Malaisie par l'assaut amphibie, prévu en août 1945.

## 29 mai
- Okinawa : prise de la crête de Shuri et de son château, point central de la ligne de défense des forces japonaises lors de la bataille d'Okinawa par des unités de la 1re division des Marines (général Pedro del Valle).
- Japon : l'amiral Soemu Toyoda remplace l'amiral Koshirō Oikawa, démissionnaire, comme chef d'état major général de la Marine impériale japonaise. Il est remplacé à son poste de commandant en chef de la Flotte combinée et de la Marine par le vice-amiral Jisaburō Ozawa.
  - Bombardement incendiaire diurne contre Yokohama conduit par 517 B-29 escortés par 101 P-51. La formation fut interceptée par 150 chasseurs A6M Zero et au cours de l'affrontement qui suivit, cinq B-29 furent abattus et 175 autres endommagés. Les pilotes américains revendiquèrent 26 destructions « certaines » et 23 « probables » au prix de 3 chasseurs. Les 454 B-29 qui atteignirent Yokohama bombardèrent le centre-ville et détruisirent 18 km2 dont 85 % de la zone portuaire.
- France : fondation de la Société nationale d'étude et de construction de moteurs d'avions (SNECMA) à la suite de la nationalisation de Gnome et Rhône en avril.
- Liban et Syrie : après des manifestations réclamant l’indépendance promise, une véritable révolte éclate au Liban et en Syrie. Des affrontements sanglants ont lieu à Damas entre l’armée française et la police syrienne. Le général Fernand Olive ordonne de bombarder Damas et Hama. La Grande-Bretagne menace d’intervenir militairement. Un cessez-le-feu sera proclamé le 30 mai et les troupes françaises rentrent dans leurs casernes.

## 31 mai
- Norvège : Le gouvernent en exil de Johan Nygaardsvold revient en Norvège et donne aussitôt sa démission (effective le 25 juin), comme il en a pris l’engagement.
- Autriche : Odilo Globocnik (1904–1945), criminel de guerre nazi, organisateur des camps de concentration et une des figures des tortionnaires nazis, se suicide à Paternion (Autriche), le 31 mai 1945; après avoir été arrêté par une unité britannique.

## Dates inconnues
- Retour des premiers déportés et prisonniers de guerre.
- Italie : Ivanoe Bonomi démissionne sous la pression de la nouvelle situation politique.
- La Lettonie réintègre l’Union soviétique.
- Interruption du prêt-bail à la Russie pour faire pression sur elle.
- Yougoslavie : Exécutions massives à Kočevski Rog, Teharje, etc.